# Linia kolejowa Čelákovice – Neratovice
Linia kolejowa Čelákovice – Neratovice – jednotorowa, regionalna i niezelektryfikowana linia kolejowa w Czechach. Łączy stację Čelákovice i Neratovice. W całości znajduje się na terytorium kraju środkowoczeskiego.
Odcinek Čelákovice - Brandýs nad Labem został uruchomiony w 1883 roku, a do Neratovic w 1899 roku.